# Альдинген
Альдинген (нем. Aldingen) — община в Германии, в земле Баден-Вюртемберг.
Подчиняется административному округу Фрайбург. Входит в состав района Тутлинген. Население составляет 7574 человека (на 31 декабря 2010 года). Занимает площадь 22,17 км².